# Tolimaduif
De tolimaduif (Leptotila conoveri) is een vogel uit de familie Columbidae (duiven). Het is een bedreigde, endemische vogelsoort in Colombia.

## Kenmerken
De vogel is 25 cm lang. Het is een plomp uitziende, vooral op de grond levende duif. De duif is overwegend donker grijsbruin, de kruin is blauwgrijs, naar het voorhoofd toe lichter wordend. De keel is licht grijsblauw en de borst en buik zijn wijnkleurig tot roodbruin gekleurd. De staart is donker leikleurig bruin met lichte stippels op de buitenste staartpennen. In vlucht zijn de kaneelkleurige vleugeldekveren te zien. Het oog is wit met een roodkleurige naakte huid rond het oog. De snavel is zwart en de poten zijn roze.

## Verspreiding en leefgebied
Deze soort is endemisch in de subtropische zone van hellingbossen op 1600 tot 2225 m boven zeeniveau aan de oostkant van de Andes in het departement Tolima van Colombia. Het zwaartepunt van het verspreidingsgebied ligt in rivierdalen in de buurt van Ibagué.

## Status
De tolimaduif heeft een beperkt verspreidingsgebied en daardoor is de kans op uitsterven aanwezig. De grootte van de populatie werd in 2016 door BirdLife International geschat op 600 tot 1700 individuen en de populatie-aantallen nemen af door habitatverlies. Het leefgebied wordt aangetast door ontbossing waarbij natuurlijk bos wordt omgezet in gebied voor agrarisch gebruik zoals de aanleg van koffieplantages en de teelt van aardappels en peulvruchten of als begrazingsgebied voor vee. Om deze redenen staat deze soort als bedreigd op de Rode Lijst van de IUCN.